# ŽeNSki Muzej u Novom Sadu
ŽeNSki muzej u Novom Sadu je digitalizovana zbirka koja predstavlja život i rad žena koje su obeležile istoriju Novog Sada. Ustanovljen je sa ciljem da dokumentaciju o znamenitim ženama Novog Sada učini vidljivom objavljujući žensku istoriju. Ovaj muzej nudi alternativu pristrasnosti i nepotpunosti prezentacija tradicionalnih muzeja u oblasti istorije, umetnosti i kulture, koje proizilaze iz njihovog rodnog slepila, gurajući muzeologiju u Srbiji ka promenama.

## Istorija
Žene koje su traganje za sopstvenom istorijom započele 1960-ih godina, u 1980-im su uspele da artikulišu posebne odlike muzeja kakve su nameravale da stvore i počele da osnivaju muzeje u skladu sa svojim zamislilima. Tokom 1980-ih i 1990-ih, koncept roda kao društvenog konstrukta je ušao u jezik muzeologije i imao je pozitivan efekat na diskurs izložbe nekih muzeja, omogućavajući i da se pojavi novi tip muzeja - ženskih muzeja.
Prvi zvanični ženski muzej u svetu osnovala je Marijana Picen 1981. godine u nemačkom gradu Bonu, nakon što su članice nemačkog feminističkog pokreta zauzele  jednu zgradu.  U njemu je od 2006. smeštena stalna izložba zasnovana na zbirkama iz muzeja istorije Demokratske i Savezne Republike Nemačke koje su, nakon pada Berlinskog zida, mogle da  kombinuju dovodeći do reinterpretacije nemačke istoriografije.  Ovaj muzej se danas smatra  jednim od značajnijih muzeja u Nemačkoj.
Danas postoji veliki broj različitih ženskih muzeja na globalnom nivou. Znanja i veštine koje su žene stekle razmenjivale su među sobom i tako uticale na dalje stvaralaštvo žena.
Muzeji žena su obično privatni muzeji sa statusom udruženja koje je ustanovila grupa hrabrih, istrajnih i kreativnih žena, koja je uspela da se hrabro izbori sa institucijama kao što su tradicionalni muzeji. One su svojom istrajnošću ženskim muzejima upravljale uz impresivnu posvećenost i kroz dobrovoljni rad, žrtvujući deo svojih profesionalnih života, svoje slobodno vreme muzeju. Sopstvenom kreativnošću one su pronašle načine da svoje vreme koriste ekonomično, organizuju istraživanja i realizuju izložbe te, iznad svega, nađu sponzore kako bi obezbedile potrebna sredstva, što je u suštini najintenzivniji posao.
Svojim postojanjem i radom, ženski muzeji su dobili šansu da kroz svoj rad smanje nedostatke tradicionalnih muzeja. Pitanja koja su članice ovih muzeja iznele otvorila su put neizbežnim promenama u tradicionalnim muzejima i muzeologiji uopšte. Tako su svojim delom i hrabrim i novim gledanjem na istoriju, umetnost, grad, nauku, ljude, koegzistenciju i identitet – žene  nametnule nove zahteve i ponudile alternativu.
U smislu tipologije, većina muzeja (približno 60%) je posvećena istoriji i u svojoj misiji i strategijama naglašavaju izvesne opšte pristupe. Konkretno, to podrazumijeva doprinos ponovnom pisanju istorije svoje zemlje, regije ili države inkorporiranjem rodne dimenzije, kao i povećanje vidljivosti ženskih inicijativa u raznim oblastima društvene i kulturne djelatnosti. Još jedan aspekt koji ovi muzeji stavljaju u prvi plan je privatni i svakodnevni život (rad, porodica, život u kući, telo i rođenje), uključujući teme povezane sa istorijom mode i ženskim nakitom.
Osnivanje muzeja
Muzej je osnovan 2019. godine u Novom Sadu na inicijativu Saveza feminističkih organizacija uz podršku Uprave za kulturu Novog Sada. Muzej je oko sebe okupio istoričarke, istraživačice, teoretičarke, umetnice, aktivistkinje itd.
Uredništvo muzeja čine: Silvija Dražić, Vera Kopicl, Gordana Stojaković i veb-urednica Mirjana Isakov.

## Postavka
Postavka ovog muzeja je digitalizovana zbirka o životu i radu žena koje su obeležile istoriju Novog Sada pod nazivom ŽeNSki muzej, i tako je ovaj muzej postao deo kulturnog nasleđa, ali i deo savremene ženske kulture. 
Projekat je dostupan na internetu, čime se ŽeNSki muzej priključio postojećoj mreži sličnih muzeja u svetu. Time je ovaj virtuelni muzej obogatio kulturnim politikama Srbije, kroz digitalizaciju kuturnog nasleđa.
Digitalna platforma ŽeNSkog muzeja bavi se sistematizacijom, digitalizacijom i javnim predstavljanjem ženskog i feminističkog nasleđa i aktuelnog ženskog stvaralaštva  i delovanja u Novom Sadu (i Vojvodini) čime ga čini vidljivim, javnim i dostupnim.
Na virtuelnom muzeju pokazana su, i time široj javnosti postala vidljiva,  dokumenta iz 19. veka, kao što su npr. sledeći zanimljivi dokumenti:
- Statut o prostituciji koji je štampan u 1893. u Matici srpskoj,
- Proglas Ženske stranke,
- Pisma,
- Testamenti,
- Arhivska građa.

Muzej nema sopstveni prostor, izuzev onog virtuelnog na internetu, ali prema rečima jedne od  urednica Muzeja Vere Kopicl: 
Ako jednog dana dobijemo prostor za ŽeNSki muzej, ovaj naš virtuelni muzej ima tu mogućnost koju u fizičkom smislu nismo u mogućnosti da predstavimo.

## Galerija
- Deo znamenitih žena Novog Sada čiji su životi i dela prikazani u virtuelnom obliku
- Eustahija Arsić
- Savka Subotić
- Marija Trandafil
- Milica Stojadinović

## Literatura
- Projekat „Žensko nasljeđe kao pokretač razvoja Crne Gore - Kakav Muzej žena nam treba?“, koji je u saradnji sa Nacionalnom komisijom za UNESCO i uz podršku UNESCO (Program participacije, 2016) realizovala NVO NOVA Centar za feminističku kulturu

## Spoljašnje veze
- Zvanični veb-sajt